# Aya Zitouni
Aya Zitouni (* 16. Juni 2004) ist eine algerische Leichtathletin, die sich auf den Siebenkampf spezialisiert hat.

## Sportliche Laufbahn
Erste internationale Erfahrungen sammelte Aya Zitouni im Jahr 2025, als sie bei den Arabischen Meisterschaften in Oran mit 4734 Punkten die Bronzemedaille im Siebenkampf hinter den Tunesierinnen Nada Chroudi und Islem Lekthiri gewann.
2024 wurde Zitouni algerische Meisterin im Siebenkampf.